# Campeonato Amapaense de Futebol Feminino
O Campeonato Amapaense Feminino é a principal competição futebolística da modalidade feminina do estado do Amapá organizado pela Federação Amapaense de Futebol (FAF).
Ela começou a ser disputada em 2006 e teve o Boné Azul como primeiro campeão. O Oratório é o clube com maior número de conquistas, com oito títulos.

## Campeões

### Títulos por clube
| Clube        | Título | Vice |
| ------------ | ------ | ---- |
| Oratório     | 8      | 2    |
| Ypiranga-AP  | 3      | —    |
| Rio Norte    | 2      | 2    |
| Santana      | 1      | 1    |
| ADEC         | 1      | —    |
| Boné Azul    | 1      | —    |
| Macapá       | —      | 3    |
| Trem         | —      | 3    |
| Porto Grande | —      | 1    |
| Radar        | —      | 1    |
| Santos-AP    | —      | 1    |
| São Paulo-AP | —      | 1    |

### Títulos por cidade
| Cidade       | Título | Vice |
| ------------ | ------ | ---- |
| Macapá       | 14     | 13   |
| Santana      | 1      | 1    |
| Calçoene     | 1      | —    |
| Porto Grande | —      | 1    |

## Categoria sub-20
O Campeonato Amapaense Feminino Sub-20 é uma competição de futebol feminino organizada pela Federação Amapaense de Futebol (FAF). O torneio surgiu com o propósito de aumentar o calendário das equipes de futebol feminino do estado. No entanto, só ocorreu uma edição que foi realizada em 2016, e vencida pelo Oratório.

### Campeões
Títulos por clube
| Clube            | Título | Vice | Terceiro lugar | Quarto lugar |
| ---------------- | ------ | ---- | -------------- | ------------ |
| Oratório         | 1      | —    | —              | —            |
| Ypiranga-AP      | —      | 1    | —              | —            |
| Liga de Pracuúba | —      | —    | 1              | —            |
| ADEC             | —      | —    | —              | 1            |

Títulos por cidade
| Cidade   | Título | Vice | Terceiro lugar | Quarto lugar |
| -------- | ------ | ---- | -------------- | ------------ |
| Macapá   | 1      | 1    | —              | —            |
| Pracuúba | —      | —    | 1              | —            |
| Calçoene | —      | —    | —              | 1            |